# Műugrás az 1952. évi nyári olimpiai játékokon
Az 1952. évi nyári olimpiai játékokon a műugrásban négy bajnokot avattak, két férfi és két női számban.

## Éremtáblázat
(A táblázatokban a rendező ország csapata eltérő háttérszínnel, az egyes számoszlopok legmagasabb értéke, vagy értékei vastagítással kiemelve.)
| Az 1952. évi nyári olimpiai játékok éremtáblázata műugrásban | Az 1952. évi nyári olimpiai játékok éremtáblázata műugrásban | Az 1952. évi nyári olimpiai játékok éremtáblázata műugrásban | Az 1952. évi nyári olimpiai játékok éremtáblázata műugrásban | Az 1952. évi nyári olimpiai játékok éremtáblázata műugrásban | Olimpia  |
| ------------------------------------------------------------ | ------------------------------------------------------------ | ------------------------------------------------------------ | ------------------------------------------------------------ | ------------------------------------------------------------ | -------- |
|                                                              | Ország                                                       | Arany                                                        | Ezüst                                                        | Bronz                                                        | Összesen |
| 1.                                                           | Egyesült Államok (USA)                                       | 4                                                            | 2                                                            | 3                                                            | 9        |
|                                                              |                                                              |                                                              |                                                              |                                                              |          |
| 2.                                                           | Mexikó (MEX)                                                 | 0                                                            | 1                                                            | 0                                                            | 1        |
| 2.                                                           | Franciaország (FRA)                                          | 0                                                            | 1                                                            | 0                                                            | 1        |
|                                                              |                                                              |                                                              |                                                              |                                                              |          |
| 4.                                                           | Németország (GER)                                            | 0                                                            | 0                                                            | 1                                                            | 1        |
|                                                              |                                                              |                                                              |                                                              |                                                              |          |
| Összesen                                                     | Összesen                                                     | 4                                                            | 4                                                            | 4                                                            | 12       |

## Érmesek

### Férfi
| Az 1952. évi nyári olimpiai játékok érmesei férfi műugrásban |                                         |                                          |                                            |
| Versenyszám                                                  | Arany                                   | Ezüst                                    | Bronz                                      |
| Műugrás                                                      | David Browning · Egyesült Államok (USA) | Miller Anderson · Egyesült Államok (USA) | Robert Clotworthy · Egyesült Államok (USA) |
| Toronyugrás                                                  | Sammy Lee · Egyesült Államok (USA)      | Joaquín Capilla Pérez · Mexikó (MEX)     | Günther Haase · Németország (GER)          |

### Női
| Az 1952. évi nyári olimpiai játékok érmesei női műugrásban |                                        |                                                |                                               |
| Versenyszám                                                | Arany                                  | Ezüst                                          | Bronz                                         |
| Műugrás                                                    | Pat McCormick · Egyesült Államok (USA) | Madeleine Moreau · Franciaország (FRA)         | Zoe Ann Jensen-Olsen · Egyesült Államok (USA) |
| Toronyugrás                                                | Pat McCormick · Egyesült Államok (USA) | Paula Jean Myers-Pope · Egyesült Államok (USA) | Juno Stover-Irwin · Egyesült Államok (USA)    |